# Jardí del Túria

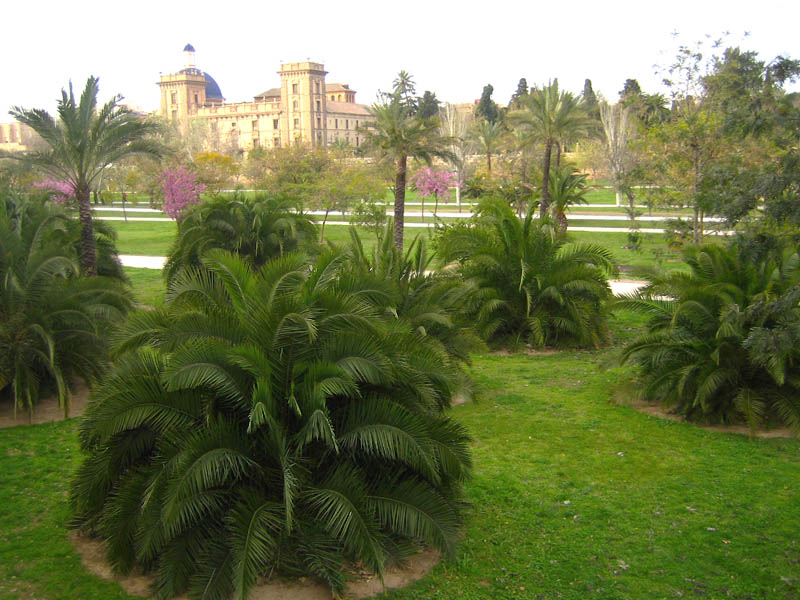
Verdor al Jardí del Túria

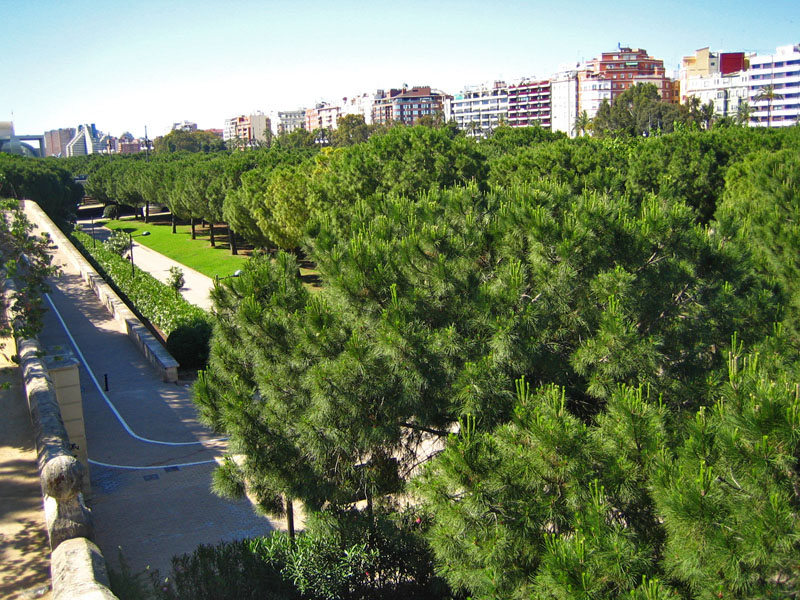
Bosc al Jardí del Túria, amb el Palau de la Música al fons.

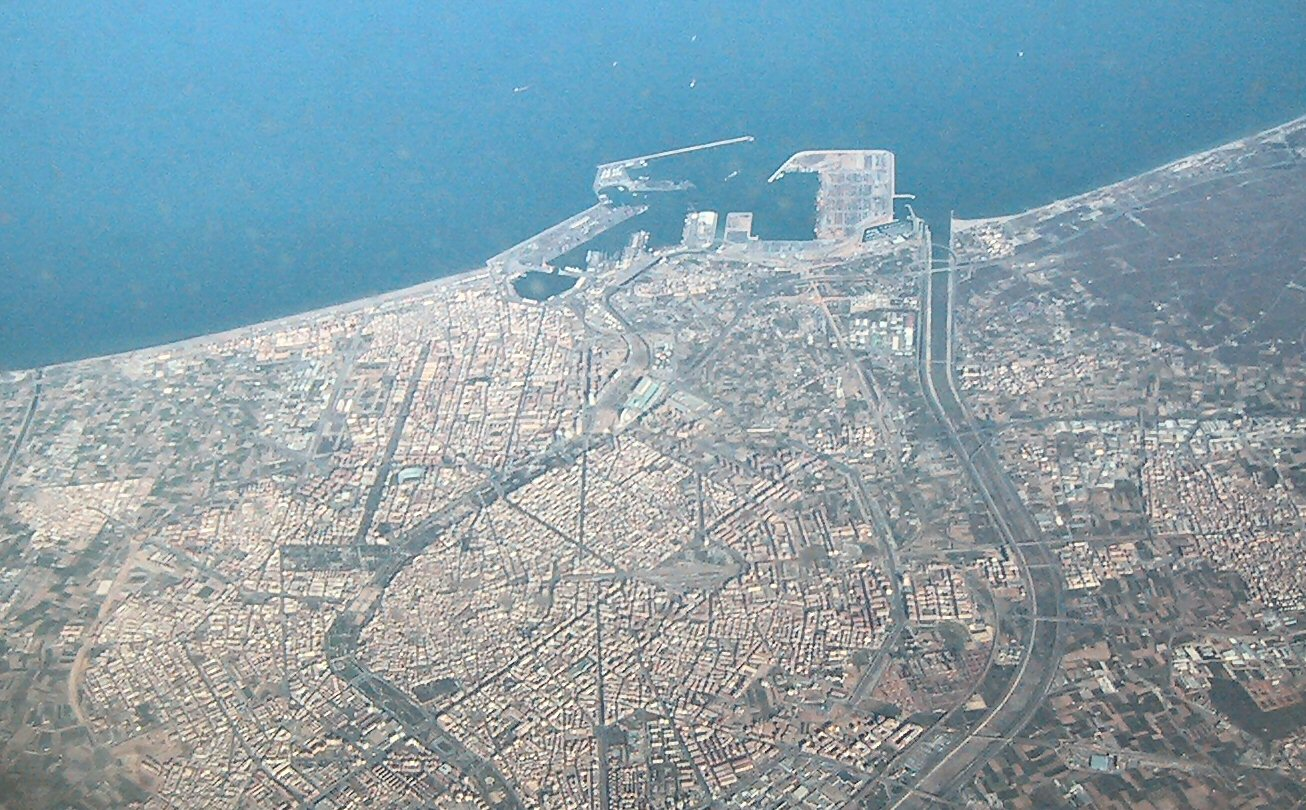
Vista aèria de la ciutat, amb el Jardí a l'esquerra i la nova llera a la dreta.

El Jardí del Túria és un parc urbà situat a l'antic llit del riu Túria de la ciutat de València. No solament és un espai verd i lúdic, també té un ús cultural.
El parc va ser creat el 1986, ocupa els darrers 10 km de la llera del Túria, 1.100.000 m². Com a riu que era, se situa molts metres per davall del nivell dels carrers al voltant. Això fa necessaris moltes escales i esgraons que el fan comunicar amb les avingudes que l'envolten. Afronta a l'oest amb el Parc de la Capçalera i el municipi de Mislata, i a l'est amb la mar mediterrània. És de titularitat municipal, dirigit per l'ens anomenat CulTuria.

## Història
Després de la Gran Riuada del 14 d'octubre del 1957, s'engegà un projecte per a desviar el riu cap al sud de la ciutat, anomenat "Pla Sud". Açò fet, l'antic llit del Túria restà sense aigua però també sense destinació. Es proposaren diverses idees per a l'ús de la llera, entre d'elles una autovia i una estació de ferrocarrils. A la fi fou un moviment cívic, amb el lema "Volem el riu verd", que reeixí a fer que s'utilitzàs com a parc municipal. La subseqüent legislació féu que no es pogués construir a tot l'espai, amb l'excepció del projecte de la Ciutat de les Arts i les Ciències.

## Sectors
El jardí està dividit en 11 sectors amb distints usos. Podem parlar en termes generals, però, de tres zones, alta, mitjana i baixa. Del Parc de la Capçalera fins al Museu de les Belles Arts, és a dir, el sector alt, hi trobem majorment infraestructures esportives, dividits en dos per una part de bosc. Adossat al riu, però més alt que la caixa del riu, hi ha el passeig de l'Albereda, una passejada petita d'un quilòmetre que antany fou la devesa del riu. D'allí fins al pont de l'Àngel Custodi, el sector mitjà, és un jardí que conjuga bosc a la part alta i fonts, estanys i zones de jocs a la part baixa, l'anomenat riu de xiquets que té com a estrela el Parc Gulliver. A la part baixa, trobem la Ciutat de les Arts, també envoltat de jardins, un riu petit, i estanys, amb l'umbracle, un jardí cobert, adossat a desnivell. Al final hi ha l'Oceanogràfic i l'Àgora.
Ricard Bofill (pare) dissenyà el tram mitjà, aquell que envolta el Palau de la Música. Aquest tram es caracteritza per les palmeres i l'estany al voltant del pont de la Mar, les fonts situades davant del Palau, i pel pati arabesc de fonts i tarongers entre ambdós. L'equip "Vetges Tu - Mediterrània" fou l'encarregat de dissenyar la part més alta, de la Casa de l'Aigua, fins al pont d'Ademús. Aquest és un conjunt d'instal·lacions esportives i fonts ornamentals.
La Conselleria d'Agricultura va dissenyar el tram anomenat "Bosc Urbà" que comprén la zona mitjana entre el pont d'Ademús i les Torres de Serrans. És l'única zona del parc que ofereix una orografia més variada, amb tossals i planes, conjugant prats i boscos de milers de pins. Després es construí el jardí al voltant del Parc Gulliver, anomenat "Riu de Xiquets".
A partir de l'any 2000 es va condicionar la zona pròxima a la nova estació d'Alameda i el pont de l'Exposició anomenat també "de Calatrava" pel seu dissenyador o "de la Peineta" ("de la Pinta" en castellà) per la seua forma. S'hi col·locà un arener amb jocs i una zona arbrada útil per a les fires i exposicions (vegeu Usos de parc). A continuació, es construí el pont de les Flors.

## Ponts del Túria
Un altre distinctiu del parc són els nombrosos ponts que el creuen, 18 en total:
| - pont del Nou d'Octubre - pont de Campanar - pont d'Ademús o de les Glòries Valencianes - la pasarel·la de la Petxina - pont de les Arts - pont de Sant Josep | - pont dels Serrans - pont de Fusta - pont de la Trinitat - pont del Real - pont de l'Exposició - pont de les Flors | - pont de la Mar - pont d'Aragó - pont de l'Àngel Custodi - pont del Regne de València - pont de Montolivet - pont de l'Assut de l'Or o de la Ronda o de la Serradora. |

A més hi ha dos ponts que travessen la part del buc del riu que és, en l'actualitat, exclòs del Jardí, situat a la desembocadura:
| - pont del ferrocarril direcció Barcelona - pont de les Drassanes |

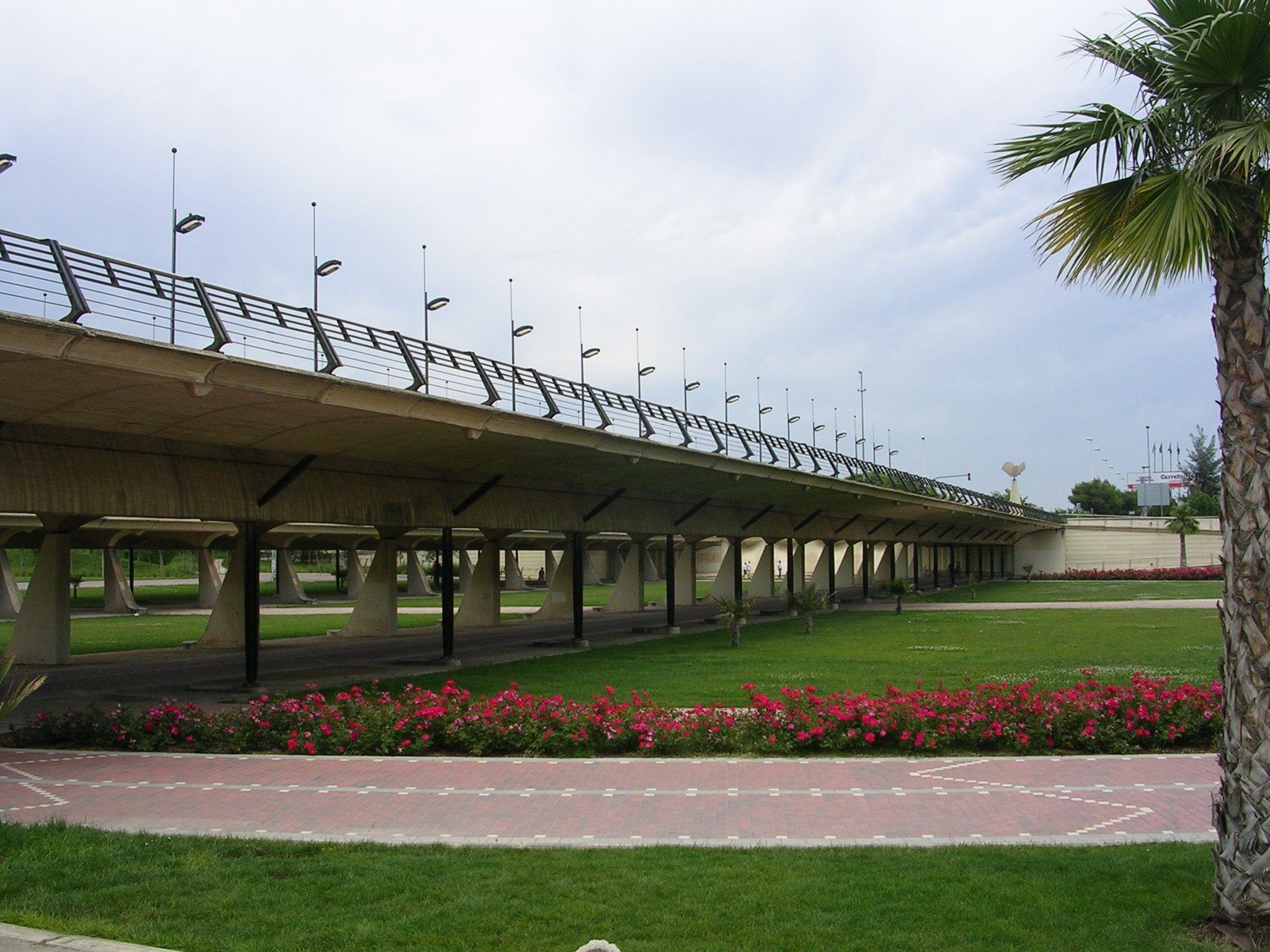
Pont del Nou d'Octubre
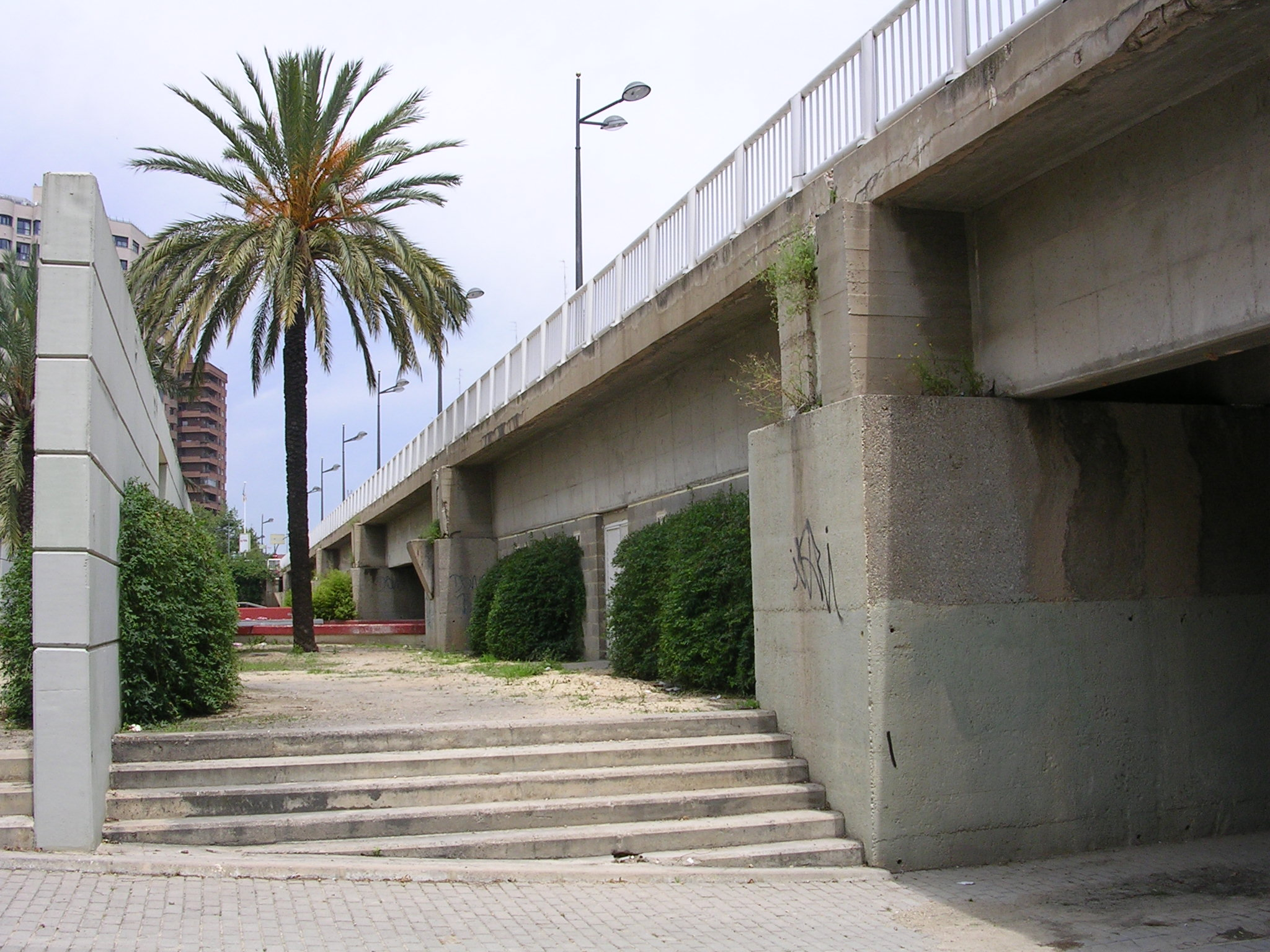
Pont de Campanar
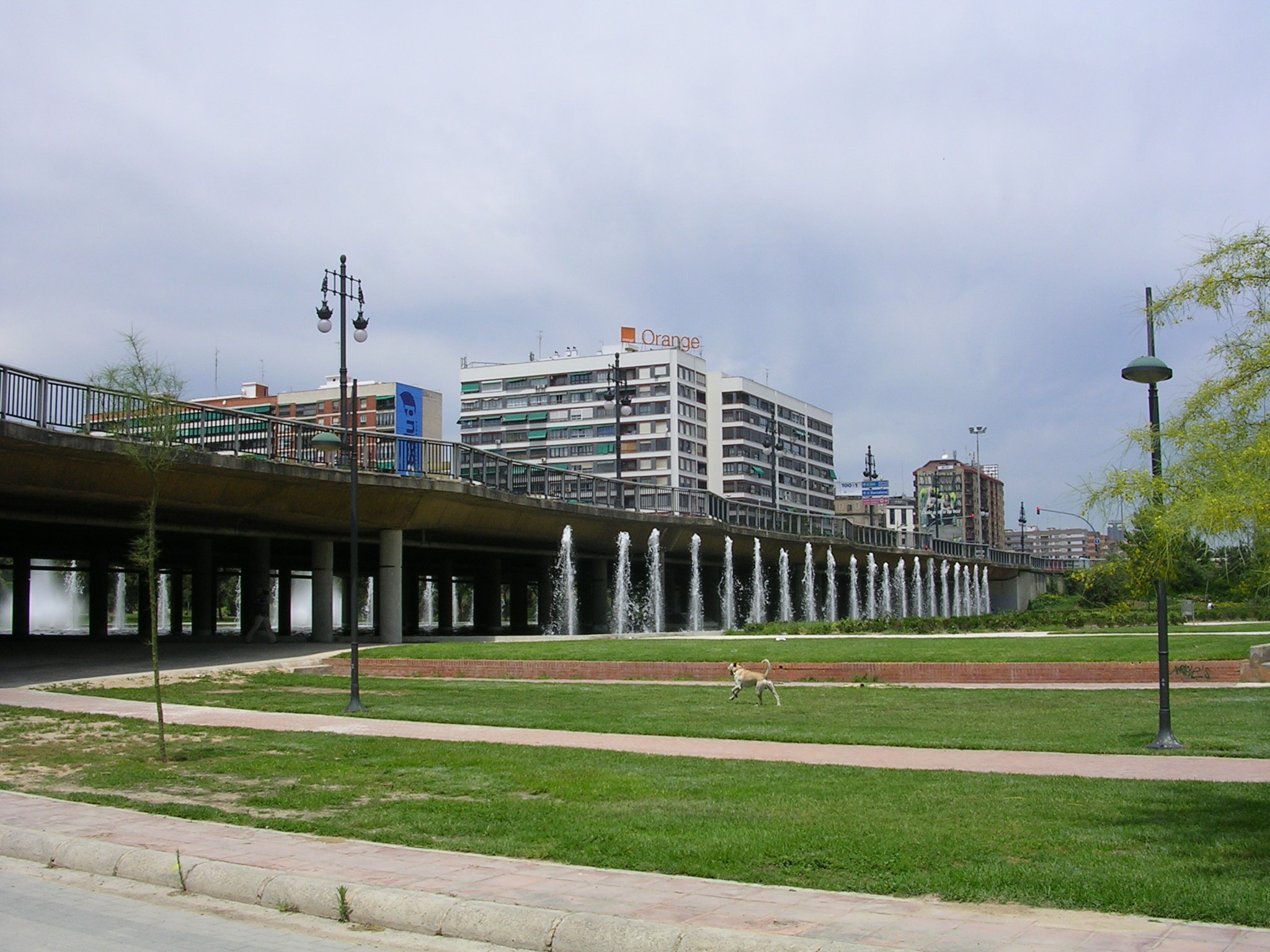
Pont d'Ademús o de les Glòries Valencianes
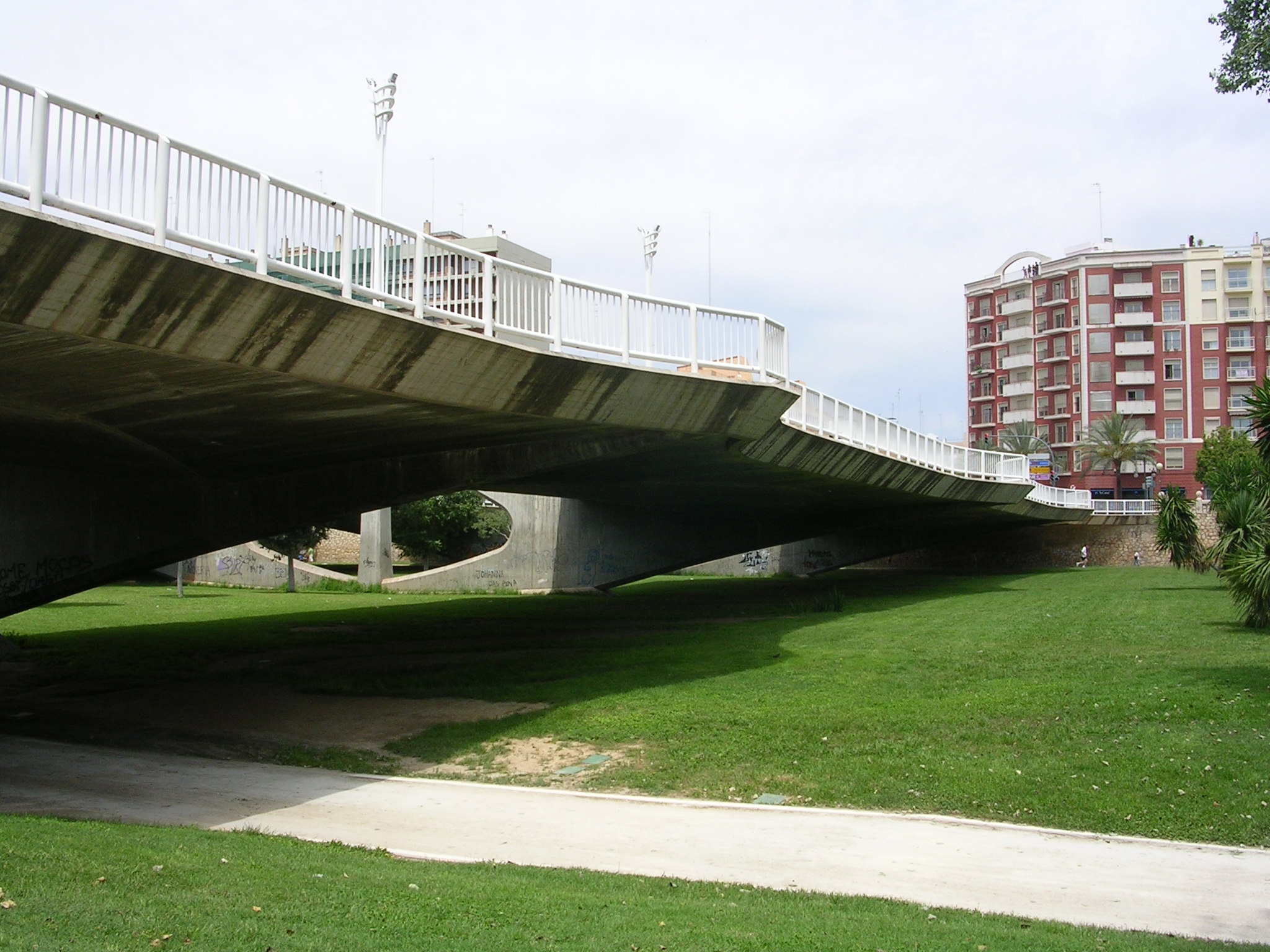
Pont de les Arts
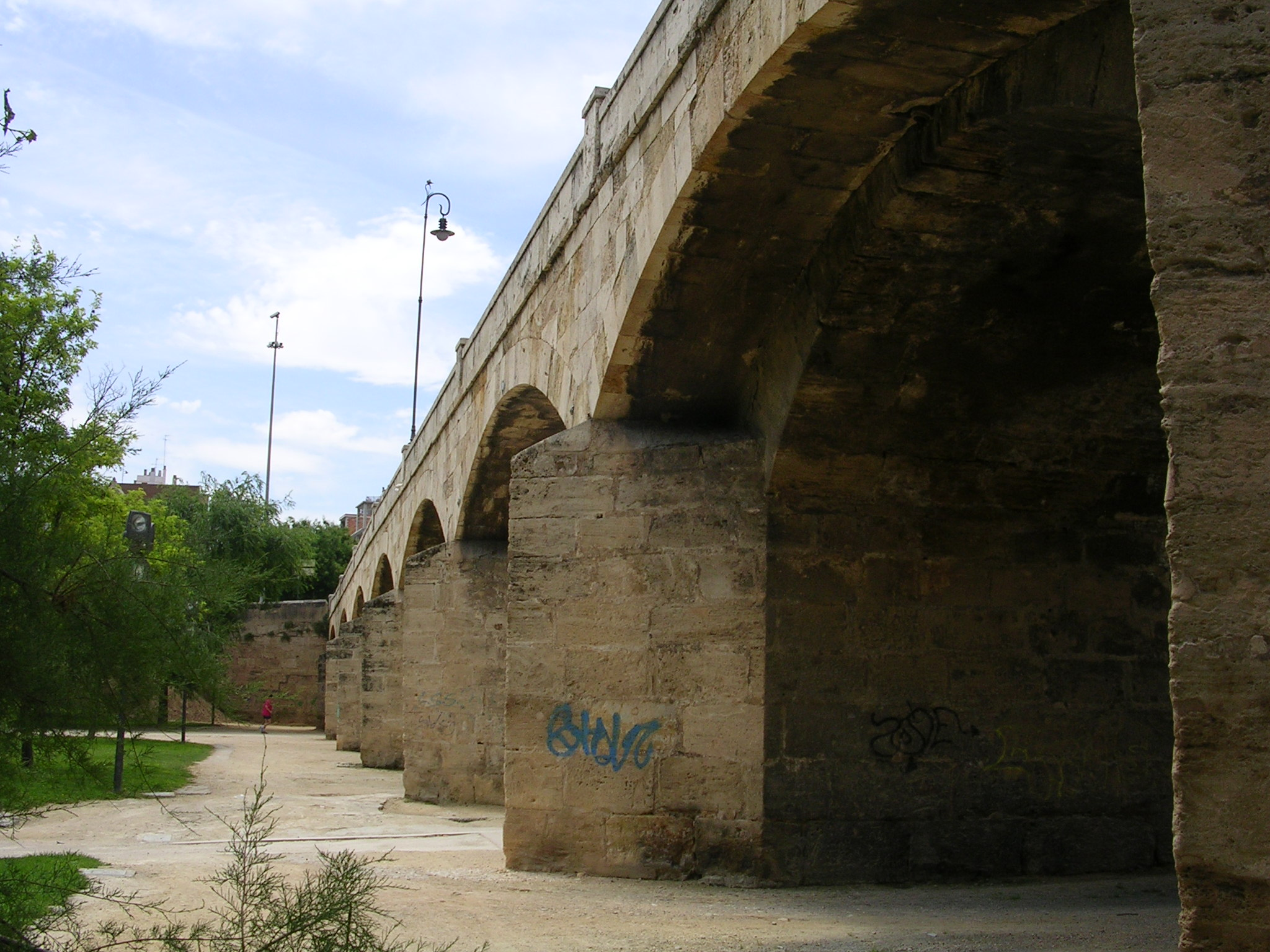
Pont de Sant Josep
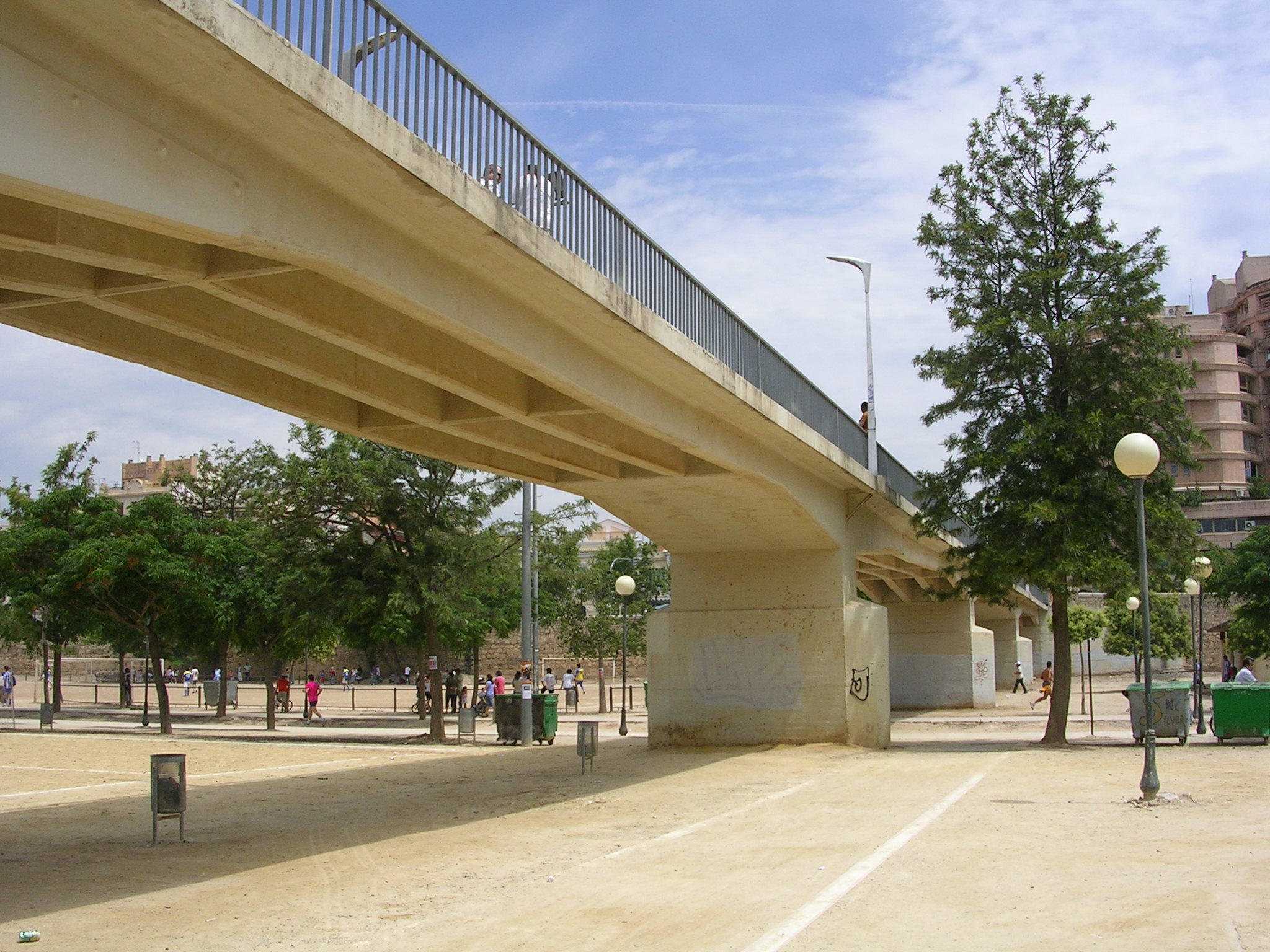
Pont de Fusta
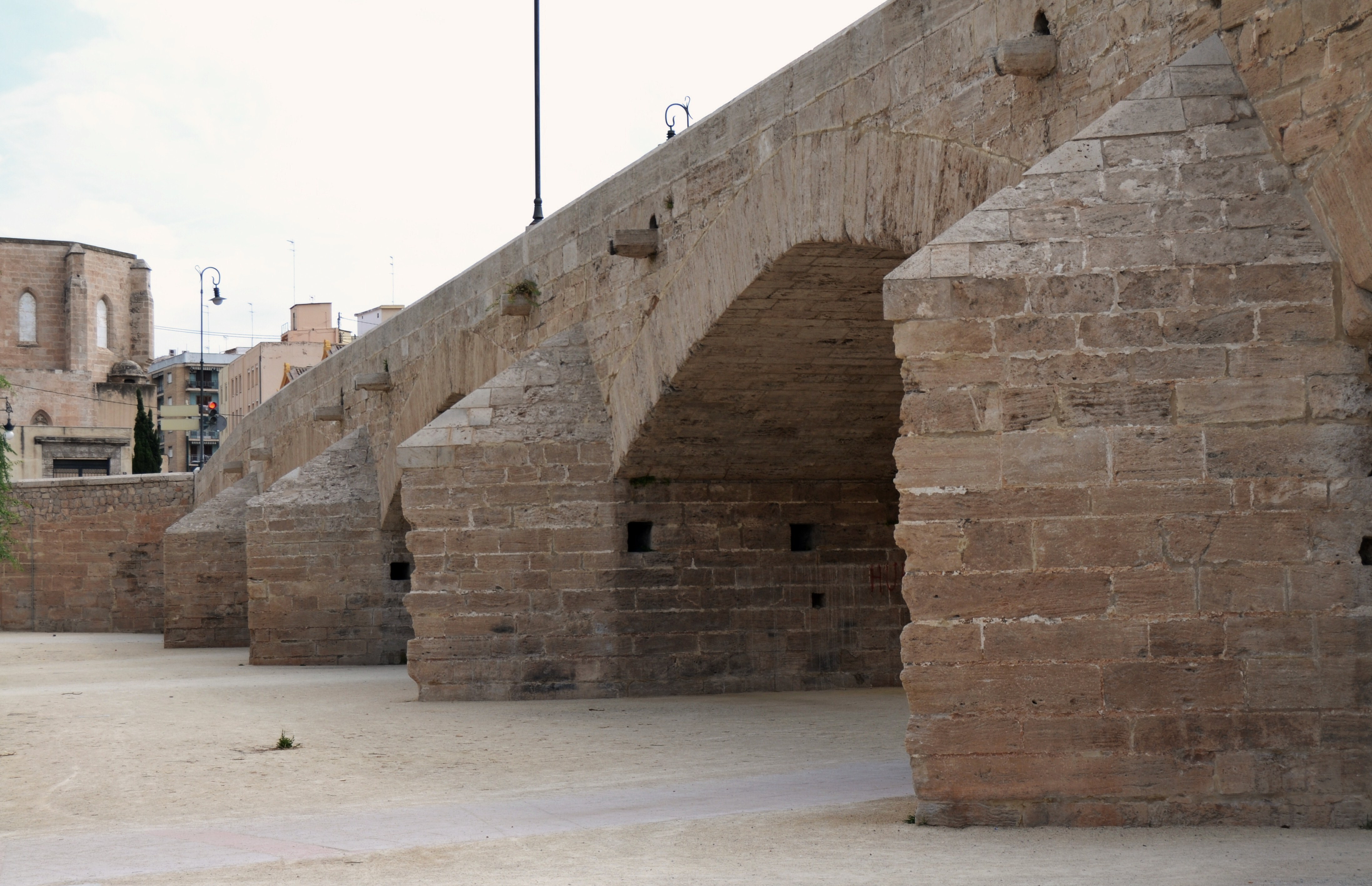
Pont de la Trinitat
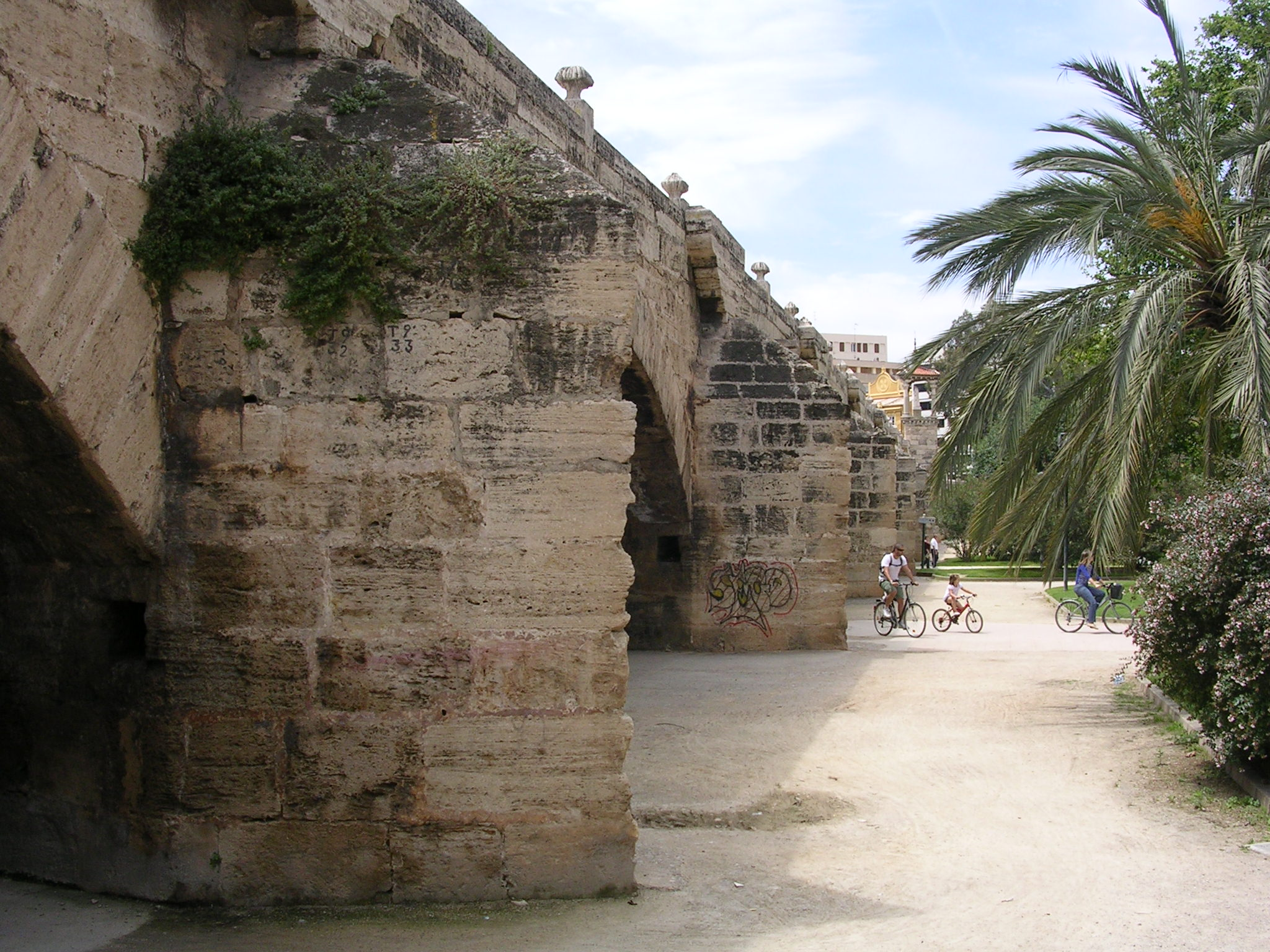
Pont del Real
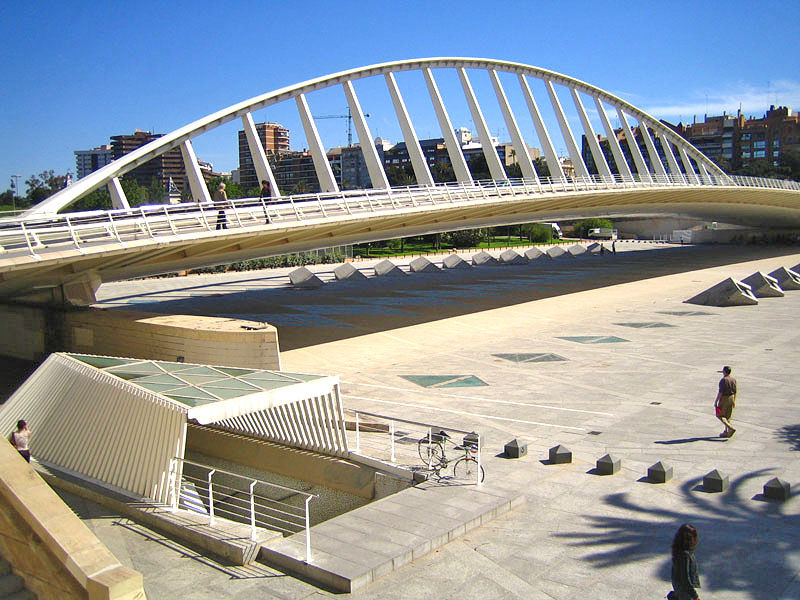
Pont de l'Exposició
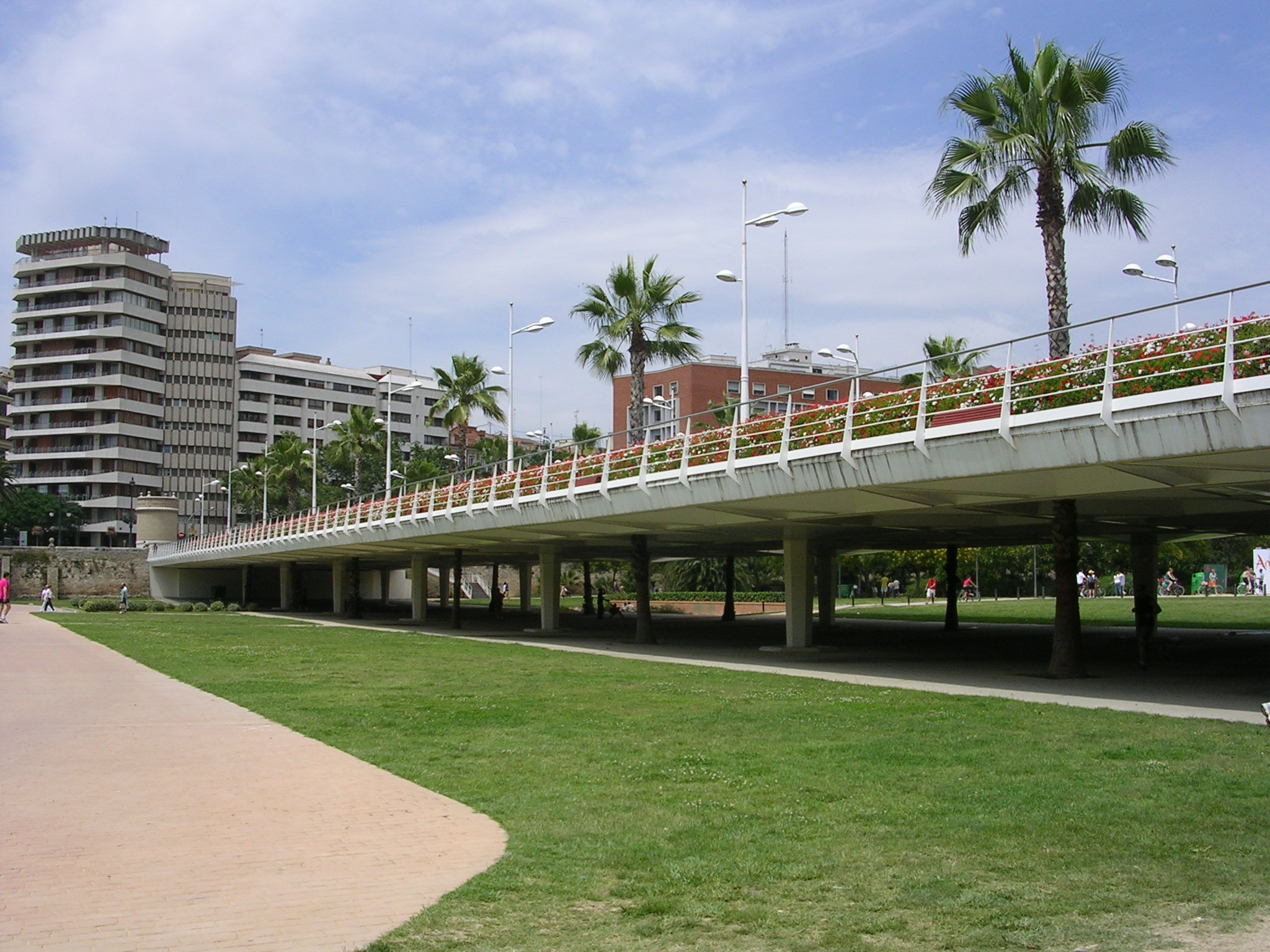
Pont de les Flors
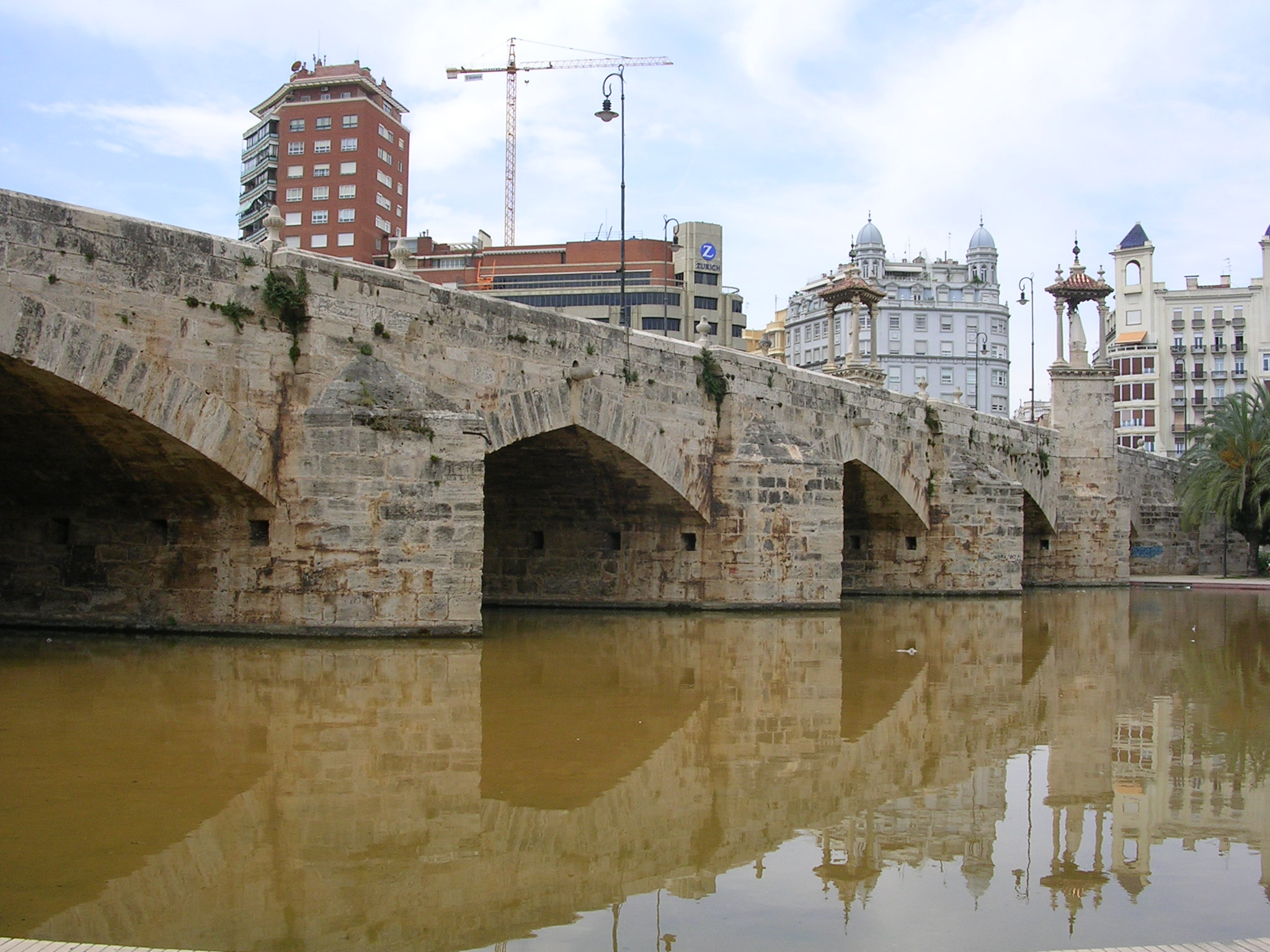
Pont de la Mar
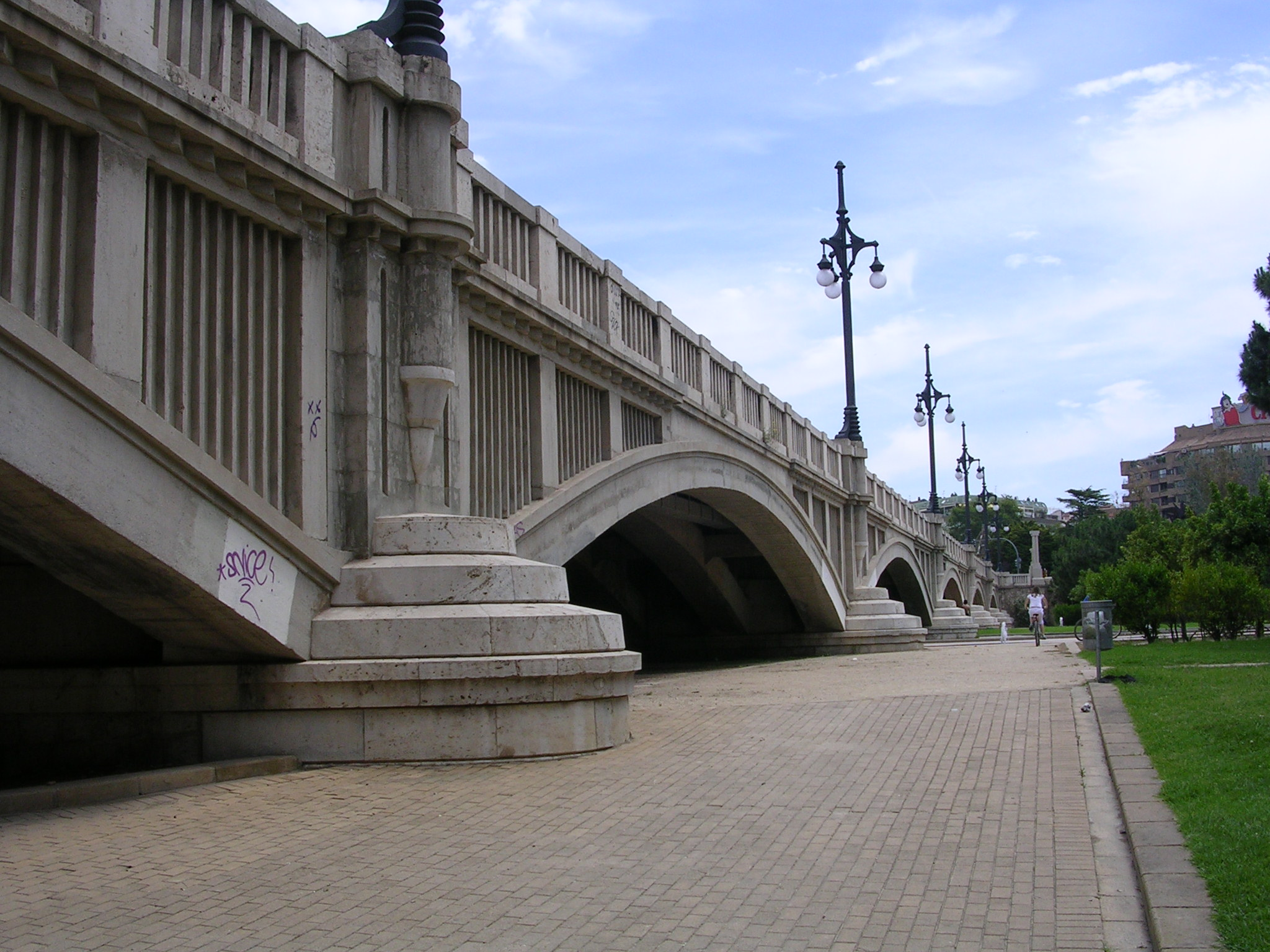
Pont d'Aragó
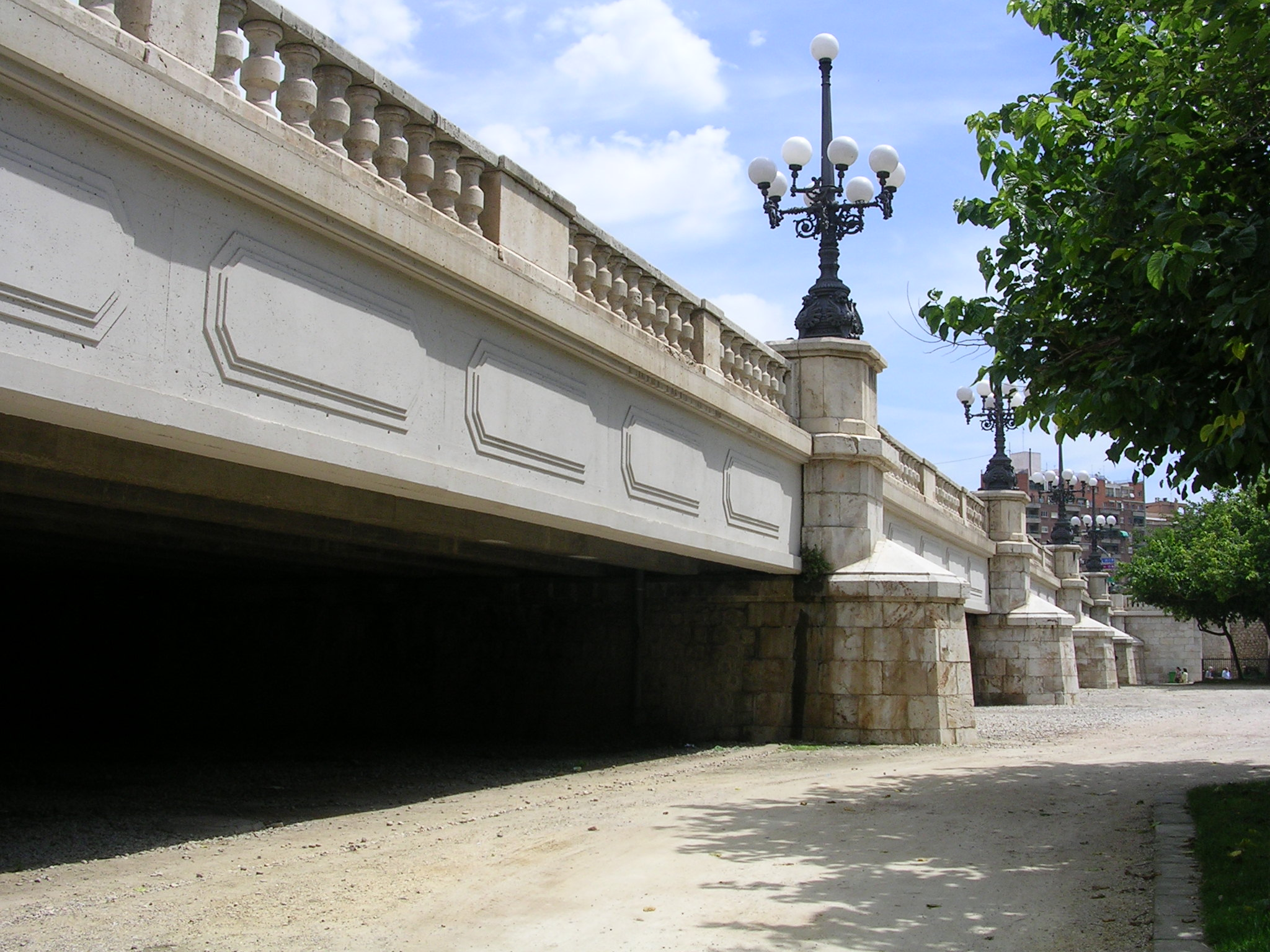
Pont de l'Àngel Custodi
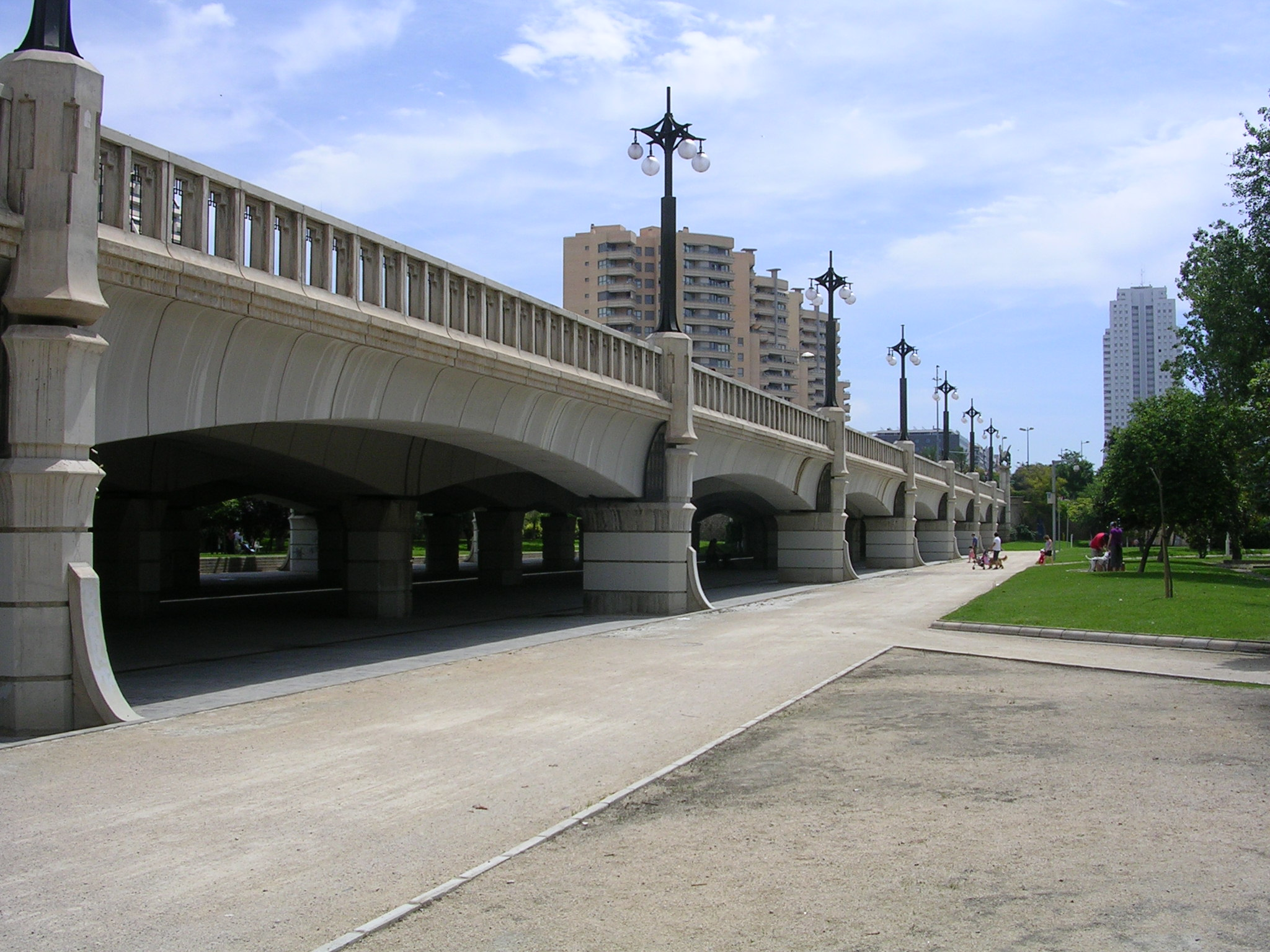
Pont del Regne de València
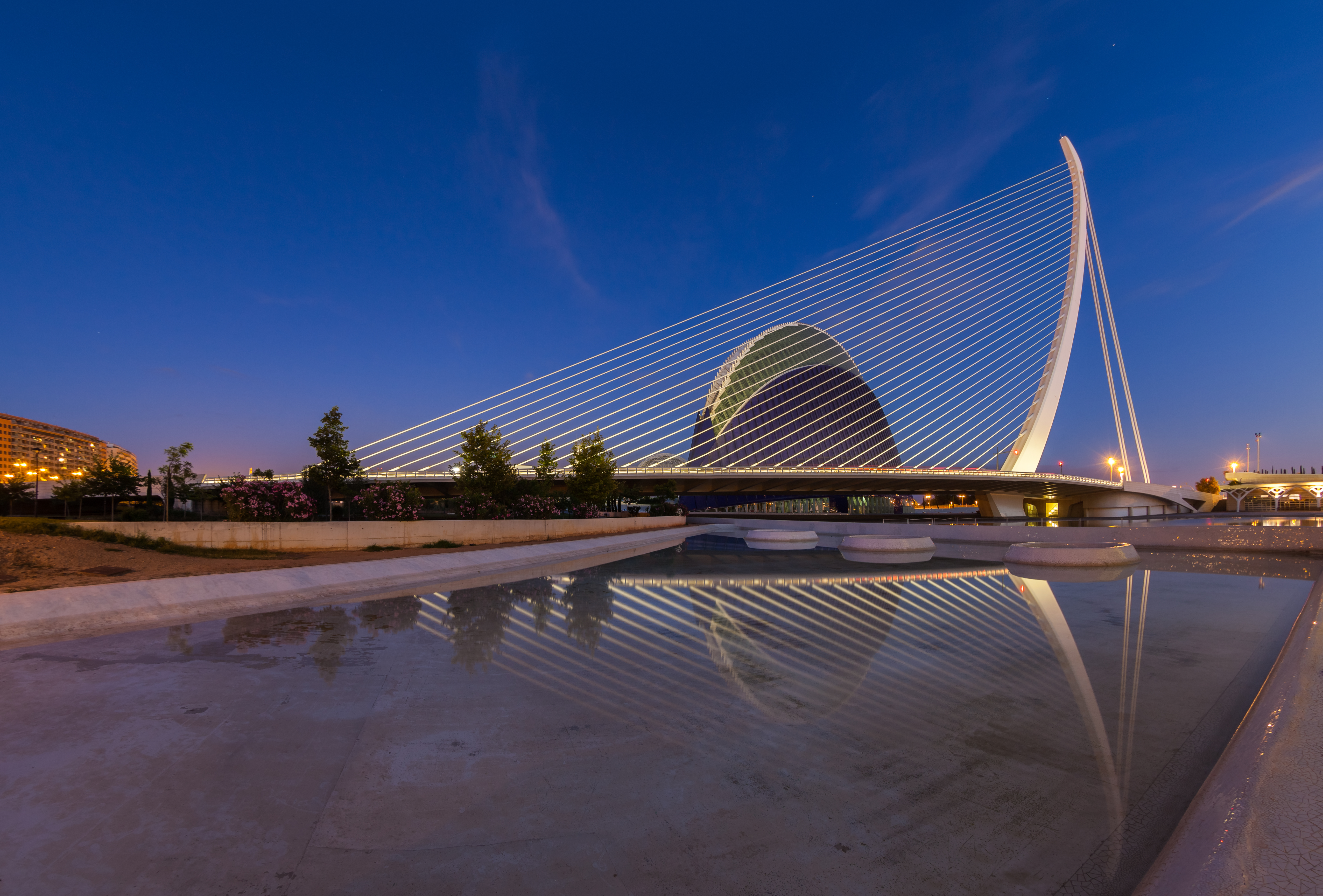
Pont de l'Assut de l'Or

## Usos del parc
Entre el pont del Real i el pont de l'Exposició hi ha un gran espai obert que s'empra per a diverses activitats. Durant les Falles i el Nou d'Octubre entre altres festes majors, es fan castells de focs d'artifici. La Fira d'Abril i d'altres grans esdeveniments hi tenen lloc; quan ve el circ, es planta la carpa ací. A l'altra banda del pont de l'Exposició, en mig d'una sèrie de passejos enjardinats, s'hi fan diverses fires comercials o culturals com per exemple la Fira de les Nacions, la Fira d'Aliments i la Fira Alternativa. A la zona alta, els camps de fútbol es troben a caramull els diumenges, sobretot per la jovenalla dels barris del nord de la ciutat.

## Infraestructura del jardí

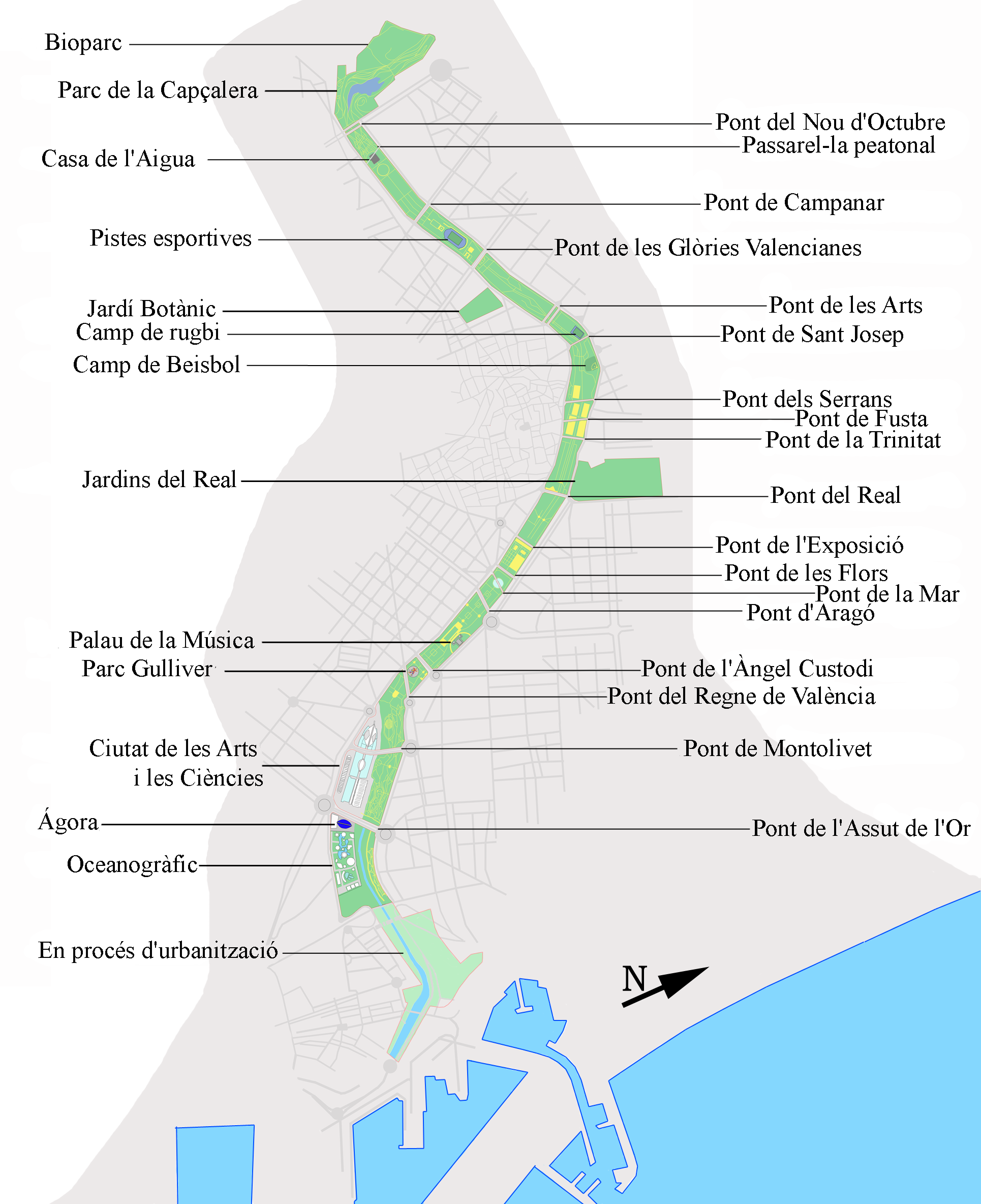
Plànol del Jardí del Túria.

- Edificis
  - Palau de la Música
  - l'Hemisfèric
  - Museu de les Ciències
  - Palau de les Arts
  - l'Umbracle
  - l'Oceanogràfic
  - l'Àgora

- Infraestructura esportiva
  - 7 camps de futbol
  - 4 pistes esportives
  - Pistes de tennis
  - Pista de patinatge
  - Pista de petanca
  - Circuit de bici-cross
  - Camp de rugbi

- Infraestructura lúdica
  - El Parc Gulliver
  - Parcs de jocs
  - Bars

- Transports
  - Estació d'Alameda
  - Estació de Túria
  - Carril-bici

## Fotografies

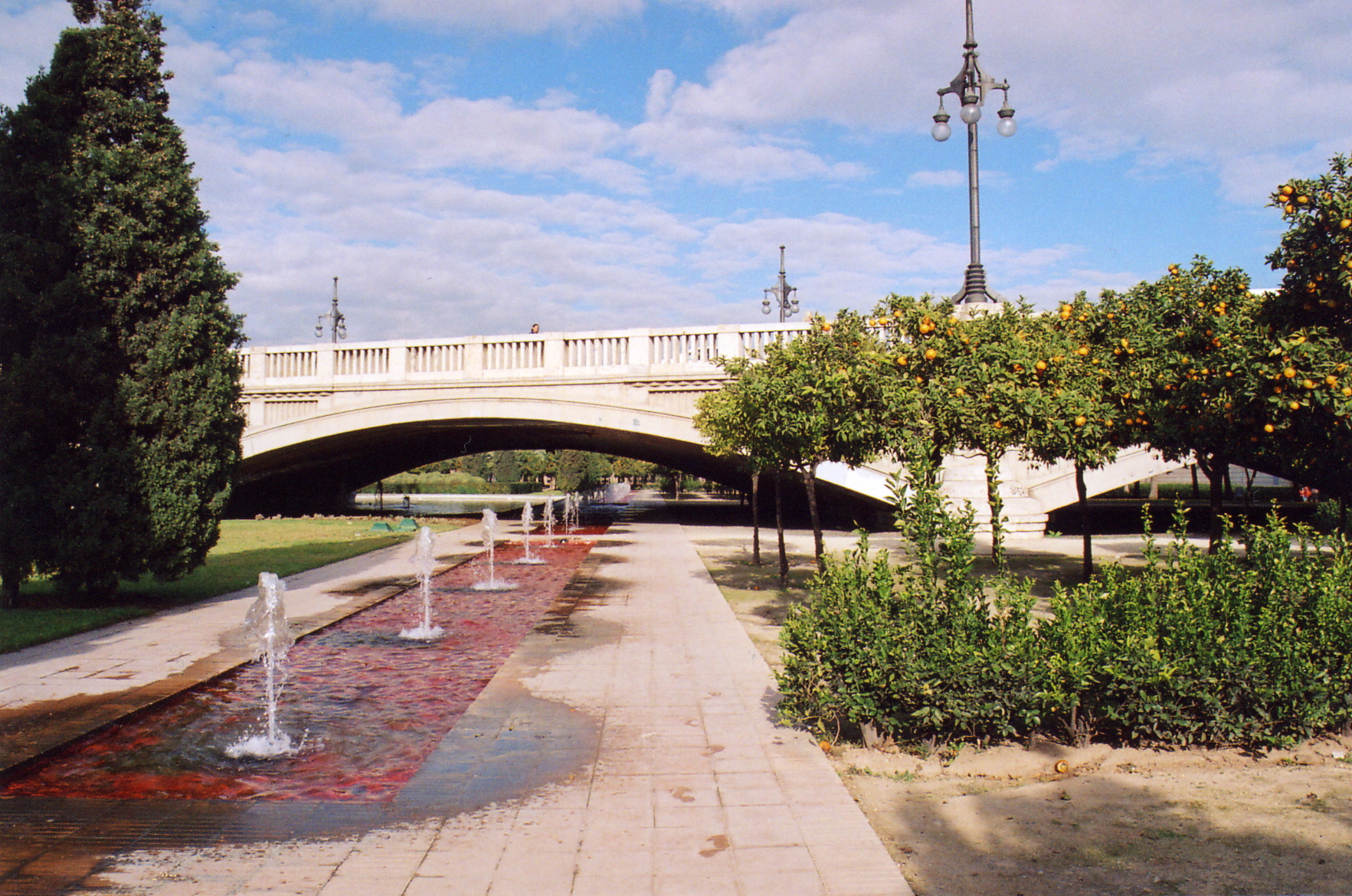
Fonts i tarongers del Jardí del Túria.
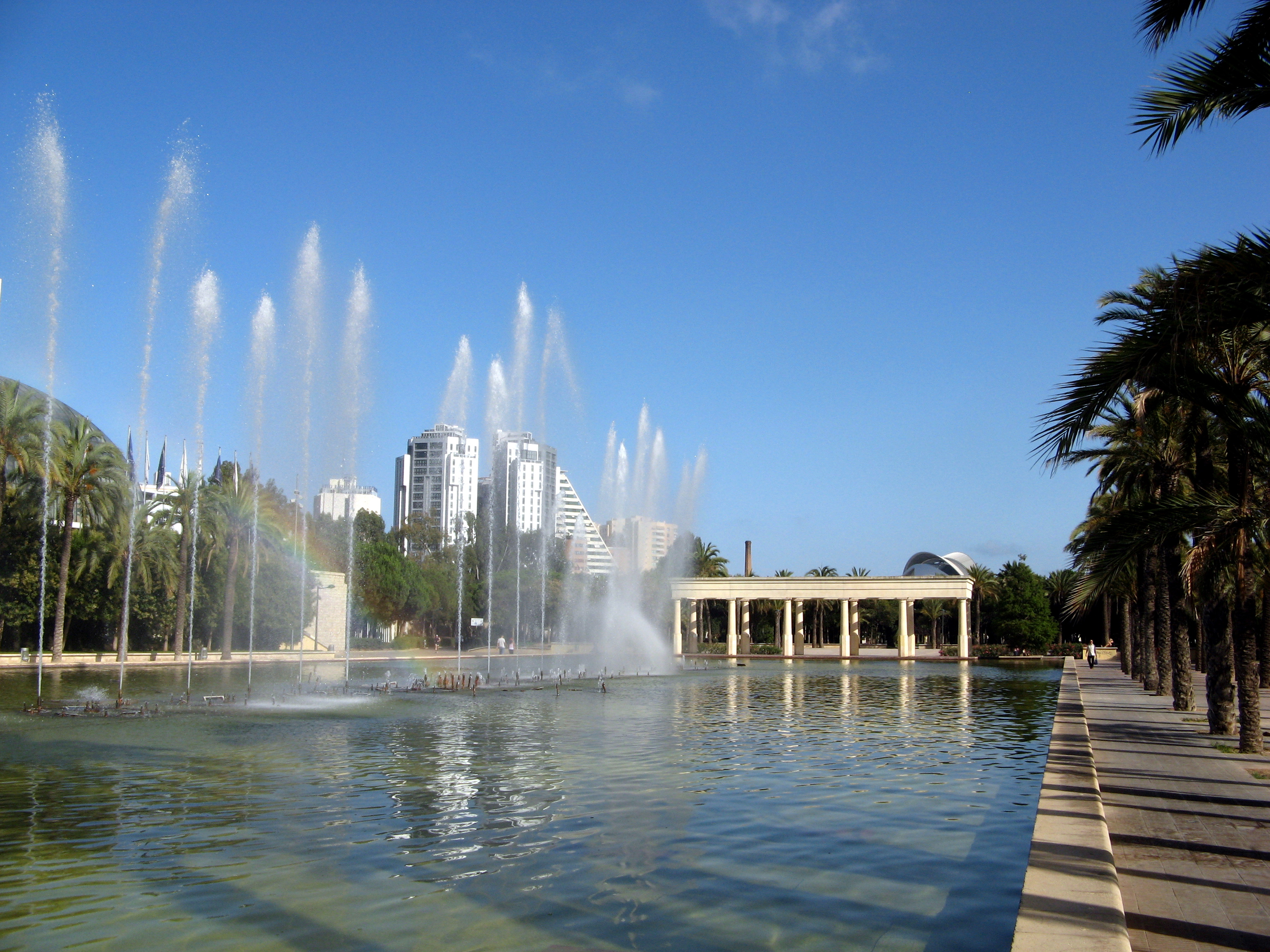
Fonts del Palau de la Música.
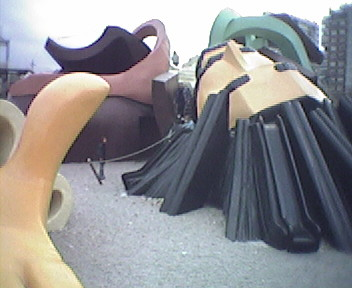
Detall de l'escultura monumental al Parc Gulliver.
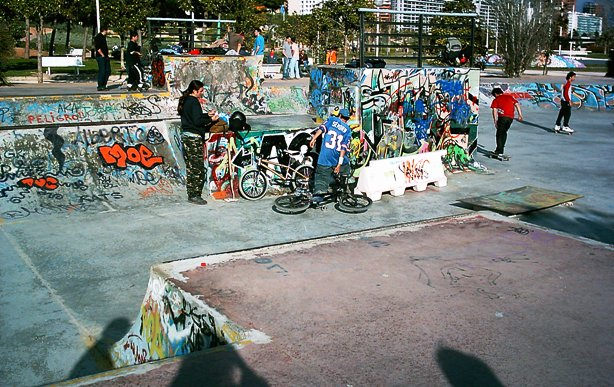
Parc de patinatge al Jardí del Túria
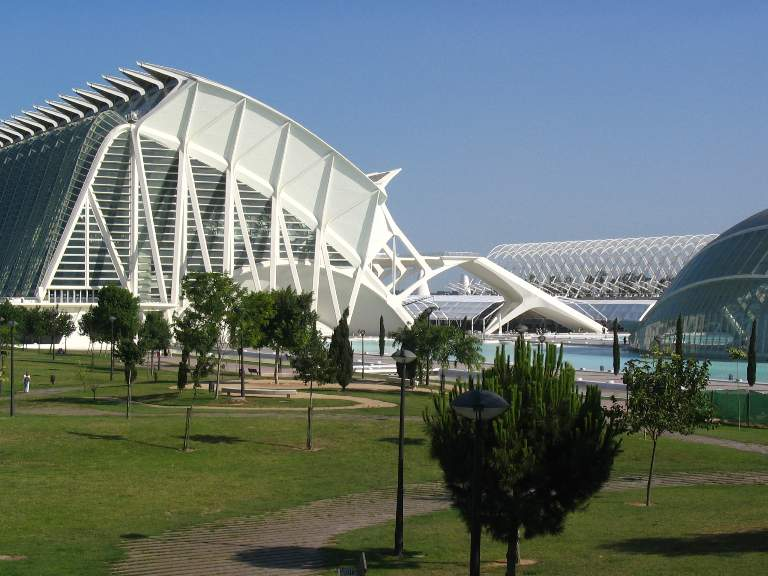
Cultura al Jardí del Túria